# VfL Bad Ems
Der VfL Bad Ems e. V. ist ein deutscher Sportverein mit Sitz in der rheinland-pfälzischen Stadt Bad Ems innerhalb der Verbandsgemeinde Bad Ems-Nassau im Rhein-Lahn-Kreis.

## Geschichte

### Gründung bis Zweiter Weltkrieg
Der Verein wurde im Jahr 1909 als 1. Emser Fußballclub gegründet. Im Jahr 1910 folgte dann eine Neugründung unter dem Namen FC Britania 1910, ein Jahr später folgt dann die Umbenennung in FC Preußen. Bedingt durch den Ersten Weltkrieg kommt der Spielbetrieb dann jedoch erst einmal zum Erliegen. Nachdem der Verein im Jahr 1919 aufgelöst wurde, folgt dann im Jahr 1920 die Neugründung als SC 09 Bad Ems. Während der Zeit des Nationalsozialismus muss der Verein den Namen Turn- und Sportverein nutzen und spielt auch nur unterklassig.

### Nachkriegszeit
Nach dem Ende des Zweiten Weltkriegs folgte dann im Jahr 1946 die letzte Namensänderung in den bis heute gültigen VfL Bad Ems, die Farben Rot und Weiß wurden zu dieser Zeit auch als Triktotfarben auserwählt. Zur Saison 1951/52 gelingt dann der Aufstieg in die zu dieser Zeit drittklassige Landesliga Rheinland. Am Ende der Spielzeit platzierte sich der Verein auf dem 12. Platz der Staffel Mitte und qualifizierte sich damit nicht für die zur nächsten Saison eingeführte Amateurliga Rheinland. Somit musste der Verein zur nächsten Spielzeit in der viertklassigen 2. Amateurliga antreten. Zur Saison 1955/56 gelingt dann doch noch der Aufstieg in die drittklassige Amateurliga Rheinland, mit 36:20 Punkten wird gleich in der ersten Saison die Meisterschaft zudem nur knapp verpasst. Nach der Saison 1957/58 muss sich der Verein jedoch wieder aus der Liga verabschieden.

### 1960er und 1970er Jahre
Im Jahr 1969 spielte der Verein dann in der Bezirksliga Koblenz West. Mit dem SV Arzbach wird dann im Jahr 1971 eine Spielgemeinschaft gebildet, zusammen belegt man den fünften Platz in der Bezirksliga. In der Saison 1971/72 wird die SG dann jedoch schon wieder aufgelöst. Eine Saison später folgt dann auch der Abstieg in die A-Klasse Taunus-Lahn, in welcher man jedoch sofort die Meisterschaft erreicht und damit den direkten Wiederaufstieg schafft. Nach der Saison 1974/75 muss die Mannschaft als Drittletzter dann jedoch wieder hinunter in die A-Klasse. Nach einem weiteren Aufstieg muss man 1979 dann noch einmal in die A-Klasse absteigen.

### Aufstieg in die Verbandsliga und wieder zurück
Hieraus gelingt dann aber am Ende der Saison 1980/81 dann auch wieder der Aufstieg in die Bezirksliga. Von dort geht es dann Schlag auf Schlag weiter in die Landesliga und dann sogar Verbandsliga. In dieser kann sich die Mannschaft dann relativ lange halten. Erst nach der Saison 1994/95 muss die Mannschaft die Spielklasse dann verlassen. Ab der Saison 1995/96 folgt dann der Freie Fall bis hinunter in die Kreisliga A, in welcher man seit der Spielzeit 1998/99 bis zur Saison 2008/09 spielte.

### Heutige Zeit
Nach dieser Saison stieg die Mannschaft wieder in die Bezirksliga auf. Diese musste man nach der Saison 2009/10 jedoch gleich wieder verlassen. Aus der Kreisliga A Rhein/Lahn gelang jedoch der sofortige Wiederaufstieg. Nach der Saison 2012/13 muss man jedoch wieder die Liga verlassen. Die nächste Meisterschaft gelang dann am Ende der Saison 2014/15 mit 66 Punkten, womit die Mannschaft ein weiteres Mal in die Bezirksliga zurückkehrte. Hier gelang es, sich ein wenig länger zu halten. Nach der Saison 2017/18 war jedoch auch wieder Schluss. Die Saison 23/24 beendete man auf Rang 10 in der Kreisliga C.

## Weitere Abteilungen
Neben der Fußball- gibt es auch noch eine Rugby-Abteilung. Diese hat derzeit eine Rugby-Union-Mannschaft im Spielbetrieb der Verbandsliga Nordrhein-Westfalen. Dazu gibt es noch eine Siebener-Rugby-Mannschaft.